# Andreas Meisner

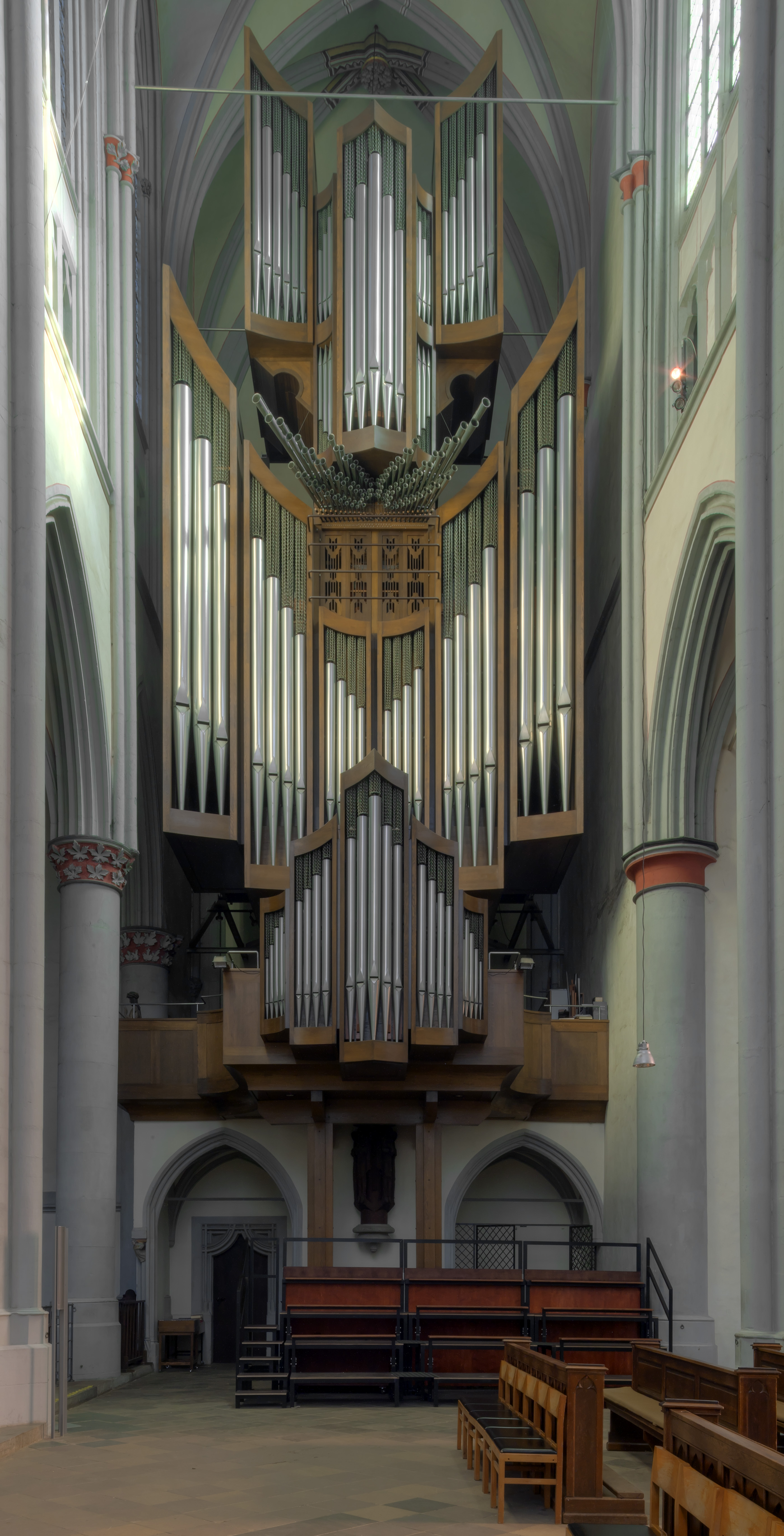
Klais-Orgel im Altenberger Dom, im Juli 2015

Andreas Meisner (* 1959) ist ein deutscher Organist und Kirchenmusiker.
Meisner studierte Kirchenmusik an der Musikhochschule Köln. Schon als Student begann Meisner am 1. Mai 1980 als Assistenzorganist am Altenberger Dom. Er absolvierte 1984 das A-Examen und 1986 die Künstlerische Reifeprüfung im Fach Orgel unter Ludger Lohmann. Er ergänzte seine Ausbildung durch Meisterkurse bei Marie-Claire Alain und Wolfgang Rübsam. 1985 wurde Meisner zum Organisten des Altenberger Doms berufen. Außerdem leitet er den Oratorienchor Köln und den Kleinen Chor Köln. An der Hochschule für Musik und Tanz Köln lehrt er zeitweilig das Fach Chorleitung. 2006 wurde Meisner mit dem Ehrentitel Kirchenmusikdirektor ausgezeichnet.
Meisner hat zum Sommer 2018 die Leitung des Oratorienchores abgegeben. Am 26. Mai 2018 fand ein „Abschiedskonzert“ in der Kölner Philharmonie mit einer Aufführung des Requiems von Antonin Dvořák statt. Ende Mai 2025 wurde Andreas Meisner in den Ruhestand verabschiedet.

## Tondokumente
- Die Faszination der Altenberger Domorgel I–VI
- Musik für Blechbläser und Orgel
- Petr Eben: Orgelkonzert und Moto ostinato aus der Sonntagsmusik
- S. Karg-Elert: Drei sinfonische Choräle op. 87
- Henri Mulet: Esquisses Byzantines